# Terminal punto de venta

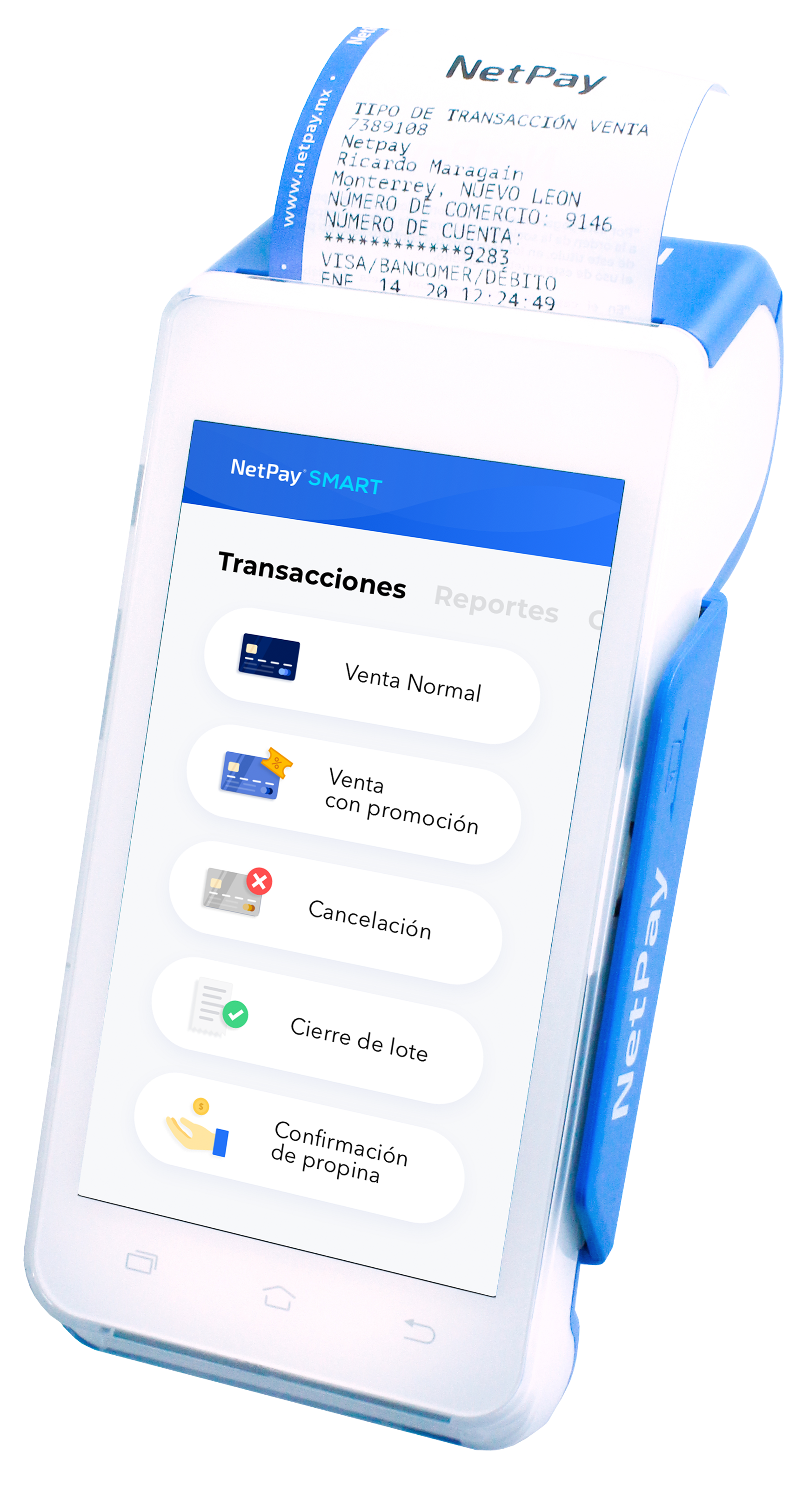
Terminal Punto de venta inteligente para aceptar pagos con tarjeta de crédito y débito.

Un terminal punto de venta (TPV), también denominado POS (del inglés point of sale), es un dispositivo que, en un establecimiento comercial, permite gestionar tareas relacionadas con la venta y permite, gracias a los datafonos, el cobro por tarjeta de crédito o débito, la creación e impresión del ticket de venta, gestionar el inventario o generar informes que ayudan en la gestión del negocio, entre otras. Los TPV se componen de hardware y software.

## Acepciones
Un terminal punto de venta es un sistema informático (POS) o electrónico micro computarizado (ECR) que gestiona el proceso de venta mediante una interfaz accesible para los vendedores o compradores. Un único sistema informático o electrónico permite la creación e impresión del recibo ticket o factura de venta —con los detalles de las referencias y precios— de los artículos vendidos, actualiza los cambios en el nivel de existencias de mercancías (STOCK) en la base de datos y en algunos casos como el gran comercio permite la autorización para el pago con tarjetas de crédito que posteriormente es transferida a las entidades bancarias.
1. Se suele emplear el término TPV para referirse a una parte del terminal punto de venta, o al conjunto de CPU y pantalla, o a la caja registradora, incluso algunas veces únicamente al software.
2. También se conoce como TPV a los datáfonos proporcionados por entidades bancarias o cajas, que permiten el cobro a distancia (por red telefónica, GSM o GPRS) mediante tarjeta de crédito o débito en la tienda. Los datáfonos cuentan con un teclado y un lector de tarjetas, un pequeño software de comunicación, además del software existente en el servidor con el que comunica. En casos puntuales estos pueden ser sustituidos por un lector de tarjetas de banda magnética en el propio TPV junto con el programa bajo licencia y protocolo de comunicación del banco para gestionar las transacciones.
3. Se denomina «TPV virtual» a los sistemas que las entidades bancarias (bancos o cajas de ahorros) utilizan para que transacciones a través de Internet sean buenas, normalmente en tiendas en línea. Dentro del TPV virtual, el Código de comercio (FUC) es el Código numérico del comercio que lo proporciona la entidad bancaria al vendedor.

Con la extensión de los smarphone y la evolución de la tecnología los TPV y POS o combinación de ambos, se sofistifican y las opciones tecnológicas aumentan 

## Terminal o TPV
El sistema se compone de una parte hardware (dispositivos físicos) y otra software (sistema operativo y programa de gestión).

### Software

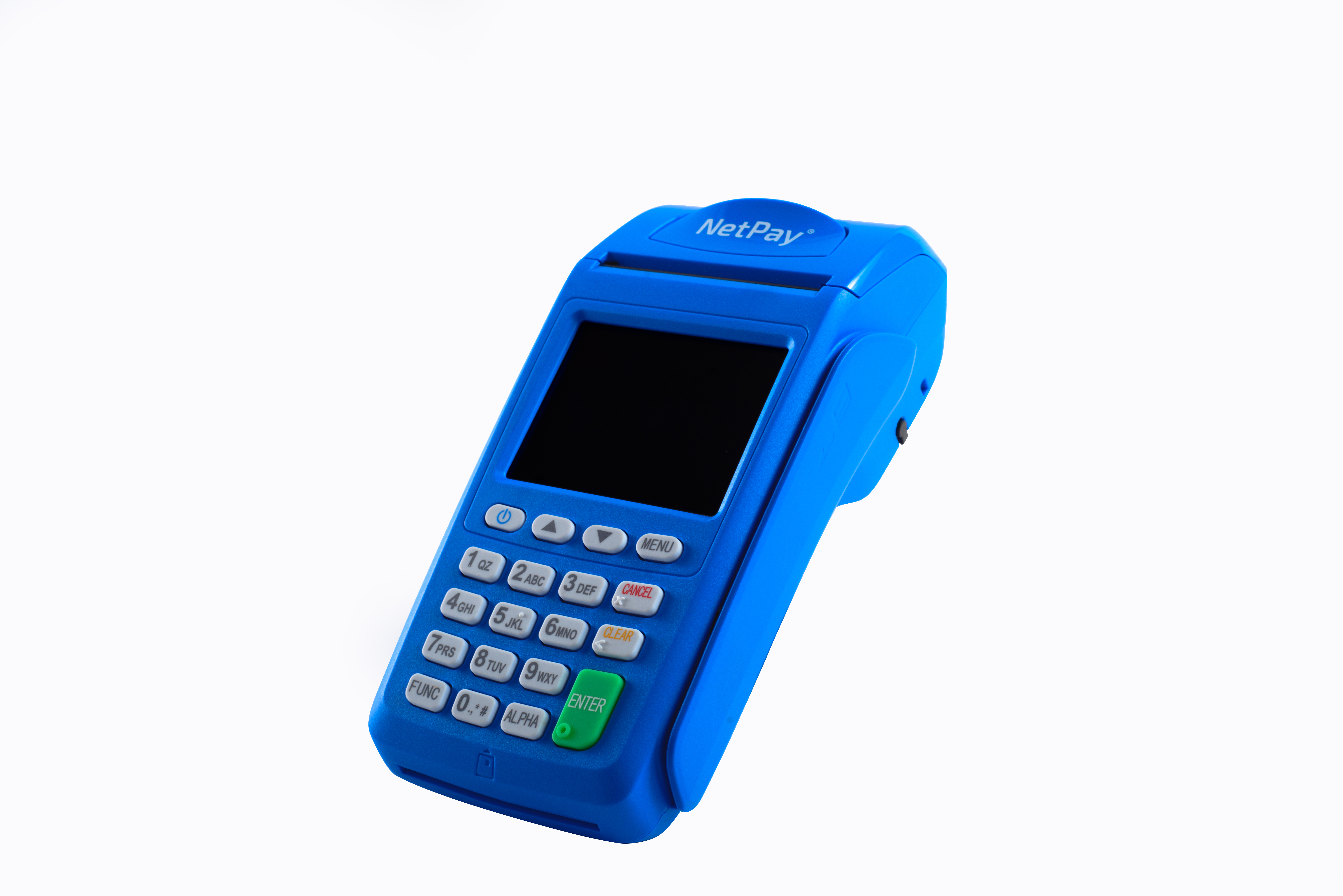
Terminal Punto de Venta para aceptar pagos con tarjeta de crédito y débito

El TPV tiene su programa de gestión o software. Puede ser:
A medidaContienen software específico para una única empresa. Suelen cumplir con todas las necesidades de los clientes ya que es un sistema a la medida.
ComercialesDentro de este grupo pueden estar predefinidos para tiendas de ropa, hostelería, ferretería, farmacia, videoclubes o TPV de carácter general. Suelen estar diseñados para un establecimiento tipo del sector al que va dirigido y no admite cambios específicos. Suelen ser mucho más económicos. Los de carácter general, debido a su naturaleza de desarrollo, suelen ser los más sencillos de utilizar, y normalmente tienen la posibilidad de gestionar inventarios, productos, compras, ventas, cotizaciones, facturación, reportes, multi-caja, multi-tienda etc, algunos además pueden estar montados en la nube, lo cual otorga ventajas de acceso desde cualquier lugar con conexión a internet, en cualquier momento y desde cualquier dispositivo, y algunos ofrecen el Plus de resguardo seguro de la información.:
EspecíficosAlgunas empresas fabricantes de TPV desarrollan un software específico para un tipo de negocio en concreto. Este software puede ir junto con un sistema operativo propio del fabricante embebido en la propia memoria del terminal (no tienen discos duros ni trabajan con sistemas operativos como los PC) o bien instalados en el disco duro del terminal, como cualquier otro PC. Este tipo software cuenta con múltiples opciones de configuración en función de las necesidades de un cliente concreto, siempre que trabaje dentro de este sector en concreto.

### Beneficios de un punto de venta
Los sistemas POS suelen tener gran aceptación en el público, ya que ofrecen una gran experiencia de usuario y aumentan el crecimiento de las empresas que los implementan.
- Manejo de Inventario
- Movilidad
- Cobro en tienda
- Simplifica tu contabilidad
- Genera reportes de Venta
- Accesibilidad

### Hardware
Los tipos de TPV actual son:
CompactoSe trata de equipos pensados específicamente para trabajar como punto de venta. Estos equipos pueden integrar los periféricos necesarios como impresoras de recibos, pantallas para el cliente, y otros, o no. En todo caso, siempre poseen un conjunto rico de conexiones y puertos (en algunos casos dichos puertos incluyen un tipo de alimentación especial) para poder utilizar los periféricos más comunes, necesarios en un punto de venta. Es decir, integran la CPU, la impresora, la pantalla y el teclado en una sola máquina. Suelen equipar pantallas táctiles, aunque permiten la conexión de otras interfaces de usuario y periféricos, como teclados, cajón portamonedas etc. Pueden parecer un PC normal, pero hay varias características que los diferencian de un PC común: Utilizan placas de PC industriales o diseñadas a medida, de manera que muchos de ellos no precisan ventilación (aumento de fiabilidad, disminución de mantenimiento), pantallas que pueden resistir el vertido de líquidos, cuya resistencia es muy superior a un teclado común, unidad de estado sólido (SSD), que no contienen partes mecánicas (inmunes a vibraciones), consiguiendo más fiabilidad, menor consumo del terminal, y un mantenimiento más bajo. Además estos equipos reducen casi totalmente las averías provocadas por la desconexión de los diversos cables, que en los TPV modulares conectan los diferentes subconjuntos. Habitualmente los TPV incluyen versiones industriales de sistema operativo (licencias embedded y similar), las cuales permiten un inicio más rápido y eliminan características innecesarias, lo cual también incrementa la estabilidad.
ModularSuelen ser equipos basados en un PC normal con un software instalado sobre un sistema operativo convencional. Todos los componentes necesarios se deben cablear y conectar a la CPU a través de sus diferentes puertos e interfaces. Si bien pueden ejecutar la mayoría de aplicaciones pensadas para punto de venta, resultan más voluminosos, menos fiables, y requieren más mantenimiento. No hay que olvidar que los PC no están pensados para estar en un punto de venta, si no en una oficina o el hogar. No obstante pueden ser una solución más económica.
Los elementos que habitualmente componen este tipo tan extendido de TPV Modular, son los que se describen a continuación:
MonitorPuede ser un monitor normal de PC o uno que incorpore un sistema táctil (el pulsar con el dedo o puntero emula el clic del ratón) que evita la utilización de ratón y agiliza las labores de gestión de cobro al permitir al usuario manejar más fácilmente los menús. Existen muchos fabricantes de pantallas táctiles y diferencias importantes en el precio, la calidad, la tecnología usada y la vida media de esta interfaz.
TecladoPuede ser un teclado de PC normal o uno de reducidas dimensiones para ahorrar espacio. Aunque lo ideal es disponer de teclados específicos para TPV configurables (programables) con accesos directos y posibilidad de incorporar imágenes o símbolos a dichas teclas.
Impresora de recibosSirve para expedir el recibo o resguardo de compra al cliente. Estas pequeñas impresoras pueden ser matriciales, térmicas y de tinta (poco usuales). Las matriciales son las más lentas y más económicas; utilizan una cinta de tinta. No obstante permiten obtener una copia del resguardo mediante calco ya que la impresión se realiza por impacto. Las térmicas son más rápidas y versátiles, utilizar un rollo de papel térmico y permiten la impresión de gráficos (logotipos). El ticket se puede deteriorar con el paso del tiempo si se encuentra expuesto a temperaturas elevadas, siempre en función de la calidad del papel. Existen múltiples tipos de impresoras de ticket /factura, facturadotas (slip-printer), con doble imprenta, o incluso impresoras que contemplan todas estas funciones a la vez. Para el sector de la hostelería existen impresoras específicas para el envío de comandas a la cocina. En cumplimiento de normativas de sanidad algunos fabricantes utilizan carcasas de acero inoxidable. Estas impresoras de cocina suelen cuentan muchas veces con avisadores acústicos que indican la entrada de una comanda al personal de la cocina. También existen impresoras inteligentes que pueden trabajar de diferente forma en función de las necesidades de un negocio en especial.
Cajón portamonedasLos cajones portamonedas más usuales se conectan a un puerto de tipo RJ11, que incorpora la propia impresora de tickets; el cajón se abre automáticamente (sin necesidad de llave) en el momento del cobro. Otro modelo de cajón es el conectado a través de un puerto serie directamente a la CPU y se abre al recibir un impulso por dicha conexión o manualmente con la llave. Existen cajones portamonedas de seguridad, más próximos a una caja fuerte. Tienen elevados espesores en sus carcasas de acero y cuentan con gavetas extraíbles para realizar entradas y salidas de cambio de efectivo. Cajones verticales para espacios reducidos o incluso terminales para control de efectivo donde el cajero no toca nunca el dinero siendo el cliente el que realiza el pago directamente en el terminal y este quien realiza el computo del entregado y la devolución del cambio.
Otros elementos de que dispone una TPV clásica son:
- Lector de código de barras. Dispositivo que interpreta los símbolos del código de barras (usualmente EAN, UPC, Codabar, Code 39 o GS1-128) que el fabricante imprime en la etiqueta de los productos. El código de barras suele ser una serie de dígitos o caracteres que representan unívocamente un producto. La única función del lector es transcribir dicho código como si fuera tecleado por el cajero, evitar posibles errores al teclearlo además de reducir significativamente el tiempo empleado por el vendedor. Además, el sistema dispone de una base de datos que identifica dicho código con el artículo, su descripción, su precio y otras características relevantes. Existen códigos de barras variables que además de identificar el producto incorporan información adicional. Por ejemplo el peso que registra una balanza. Una parte del código sirve para la identificar al producto y la otra indica la cantidad. Es muy habitual encontrar estos códigos de barras variables en grandes superficies donde los productos vendidos a granel son pesados en balanzas diseñadas para el autoservicio.

- Pantalla o visor electrónico del TPV. Pantalla de visualización de datos donde el cliente puede ver el resultado de la operación de venta u otra información adicional antes de imprimir el ticket. Suelen tener dos filas de 20 caracteres y suelen ser de tipo: LCD, VDF (retro iluminado) o gráficos (mediante puntos y no caracteres). En la actualidad algunos fabricantes utilizan pequeñas pantallas TFT como visores para el cliente, donde además de la información para el usuario en el momento de la venta, se pueden mostrar gráficos con ofertas, sugerencias de platos, etc

- Lector de banda magnética. Dispositivo que es capaz de transcribir la información contenida en la banda magnética de una tarjeta plástica (normalmente las tarjetas de crédito o débito de los bancos) para realizar una transacción bancaria en la venta o para identificar una persona, ya sea para acceso a determinadas zonas o para fidelización de clientes, por ejemplo, en videoclubes o gimnasios. Aunque se trata de una tecnología cada vez más en desuso, muchos TPV incorporan este tipo de dispositivo. En la mayoría de casos se limita a la utilización para la identificación del usuario (cajero) o para sistemas de puntos de cliente o fidelización. Solo en grandes superficies podemos encontrar TPV conectados a un servidor que realiza las transacciones periódicamente a las entidades bancarias bajo sus protocolos y autorización. Los diferentes protocolos de comunicación utilizados por los bancos y sistemas de tarjeta bancaria, dificultan el uso de este lector para el pequeño comercio, obligando a este tipo de negocio a recurrir a los clásicos datáfonos.

- Lector de tarjetas EMV (chip). Dispositivo capaz de leer la información de tarjetas bancarias con tecnología EMV a través de su chip. Ya sea un datáfono con funcionalidad de pago completa, o meramente un pinpad (pequeño lector con teclado para validar el PIN), cada vez más terminales de punto de venta disponen de integración con estos dispositivos para agilizar el proceso de pago. Algunos de estos lectores, disponen también de chips que facilitan los pagos sin contacto mediante un lector NFC.

## Datáfono
El nombre datáfono, también llamado TPV, se da al equipo que se instala en los establecimientos comerciales, empresas de servicios, bancos, hoteles, líneas aéreas... para que estos puedan realizar transacciones electrónicas con las tarjetas de crédito o débito de los bancos.
El antecedente del uso de estos equipos se remonta a los años 1970. En la actualidad estas terminales pueden ser también inalámbricas y su uso está ampliamente extendido en todo tipo de establecimientos: restaurantes, gasolineras, etc., ya que agiliza las operaciones de venta y proporciona seguridad tanto a clientes como a prestadores de servicios. Se ha desarrollado software de acuerdo con las necesidades de cada tipo de comercio y continuamente surgen actualizaciones tanto de hardware como de software.